# سکویل، نیوبرانزویک
سکویل، نیوبرانزویک (به انگلیسی: Sackville, New Brunswick) یک منطقهٔ مسکونی در کانادا است که در وست‌مورلند، نیوبرانزویک واقع شده‌است. سکویل ۷۴٫۳۲ کیلومتر مربع مساحت و ۵٬۳۳۱ نفر جمعیت دارد و Sea level ۳۲ متر بالاتر از سطح دریا واقع شده‌است.